# Beijing International Challenger 2011
Beijing International Challenger 2011 — второй розыгрыш ежегодного профессионального международного теннисного турнир, проводимый ITF в рамках своего женского тура и ATP в рамках своего тура Challenger в столице Китая — Пекине.
Соревнования прошли с 1 по 7 августа.
Прошлогодние победители:
- мужской одиночный разряд —  Франко Шкугор
- женский одиночный разряд —  Дзюнри Намигата
- мужской парный разряд —  Пьер-Людовик Дюкло /  Артём Ситак
- женский парный разряд —  Сунь Шэннань /  Чжан Шуай

## Соревнования

### Одиночные турниры

#### Мужчины
Фаррух Дустов обыграл  Ян Цзунхуа со счётом 6-1, 7-64.

#### Женщины
Се Шувэй обыграла  Куруми Нару со счётом 6-2, 6-2.
- Се Шувэй выигрывает 2й турнир в сезоне и 19й за карьеру в туре федерации.
- Куруми Нара уступает свой 1й финал в сезоне и 5й за карьеру в туре федерации.

### Парные турниры

#### Мужчины
Санчай Ративатана /  Сончат Ративатана обыграли  Харри Хелиёваару /  Микаэля Рюдерстедта со счётом 6-74, 6-3, [10-3].

#### Женщины
Чжань Хаоцин /  Чжань Юнжань обыграли  Татьяну Лужанскую /  Чжэн Сайсай со счётом 6-2, 6-3.